# Kühloch bei Königstein
Das Kühloch ist eine natürliche Karsthöhle bei Königstein im Oberpfälzer Landkreis Sulzbach-Rosenberg in Bayern.
Im Höhlenkataster Fränkische Alb (HFA) ist das Kühloch als A 40 und vom Bayerischen Landesamt für Umwelt als Geotop 371R008 und Naturdenkmal ausgewiesen. Siehe hierzu auch die Liste der Geotope im Landkreis Amberg-Sulzbach.

## Geographische Lage
Die Höhle befindet sich 1850 Meter ostnordöstlich der katholischen Kirche St. Michael in Königstein. Sie öffnet sich in der mittleren Felskuppe des Kühlochberges in 565 m ü. NN Höhe und liegt damit etwa 105 Höhenmeter über dem sich im Nordwesten anschließenden Tal.

## Beschreibung
Das Kühloch ist eine Durchgangshöhle, die als horizontal verlaufende Hallenhöhle beginnt. Sie hat eine Länge von insgesamt etwa 60 Metern und besitzt drei Eingänge. Der größte nach Osten gerichtete Eingang ist etwa 7,50 Meter hoch und 7 Meter breit. An den Eingang schließt sich eine etwa 20 Meter lange flache Felsenhalle an. Am vermeintlichen Ende dieser Halle gelangt man über eine Bückstelle in einen verstürzten Kluftgang, der über einen 11 Meter senkrechten Deckenschlot wieder ins Freie führt. Am Nordwesthang befindet sich der dritte Eingang. Er misst etwa 7 mal 2 Meter und ist mit einem etwa 20 Meter langen und engen Spaltengang mit der Haupthalle verbunden. Tropfsteine oder bemerkenswerter Sinterschmuck befindet sich nicht in der Höhle.

## Geschichte

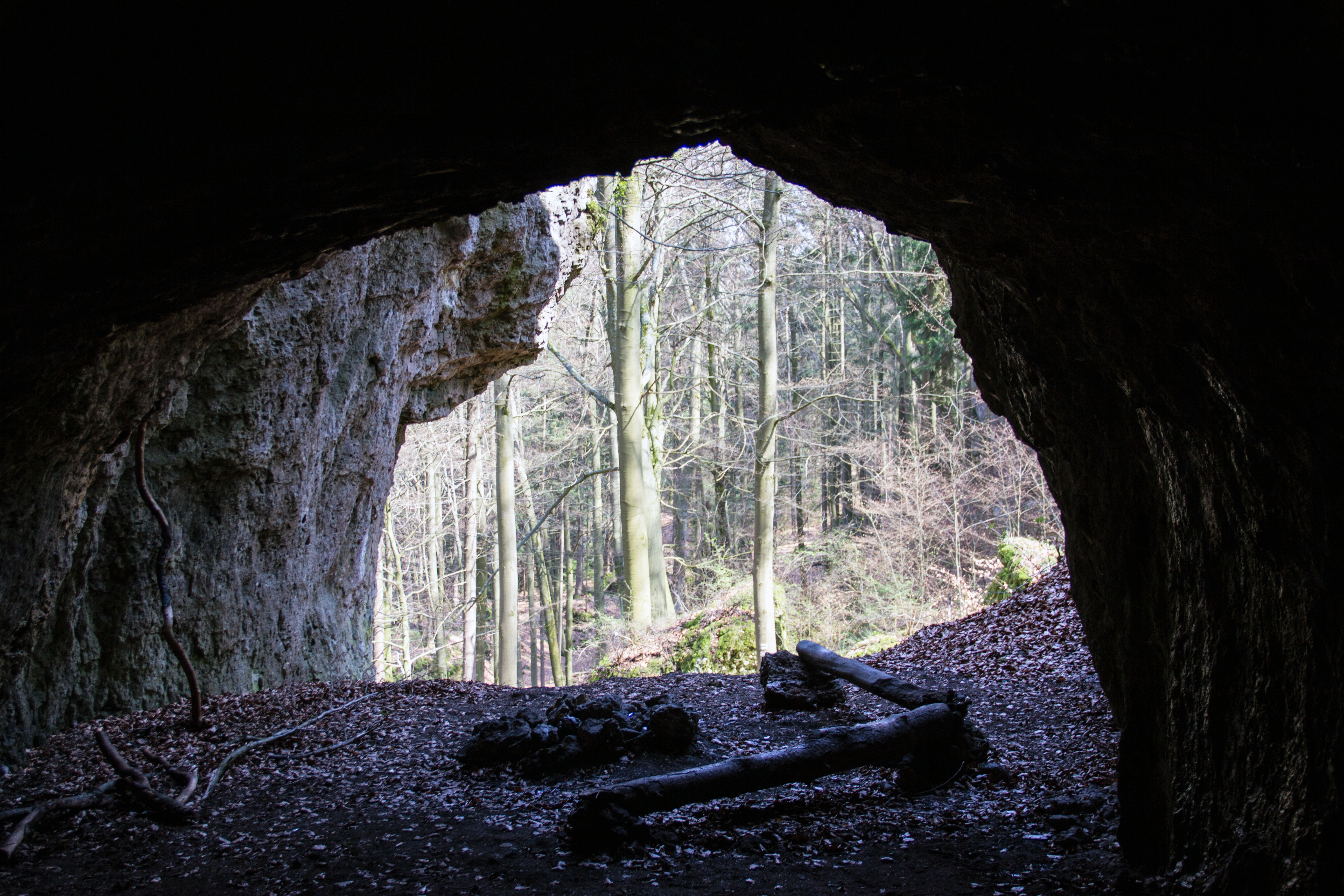
Kühloch von Innen

Die Höhle diente Steinzeitmenschen als Behausung. Sie ist eine der ältesten Wohnhöhlen der Oberpfalz, in der auch Menschenskelette, Feuerstein-Werkzeuge und Hornsteingeräte entdeckt wurden. Ausgrabungen in der Höhle fanden im Jahr 1914 durch Konrad Hörmann sowie am 22. April 1918 durch Ferdinand Birkner statt. Er hub dabei einen sechs Meter langen Versuchsgraben quer zum Höhlenverlauf aus. Entdeckt wurden dabei in 1,20 Meter Tiefe die Reste von Höhlenbären und Mammuts, ein blaugrauer Silexbohrer sowie darüber Funde aus der Hallstattzeit und dem Mittelalter. Das Fundgut ist heute verschollen. 1954 fand Manfred Moser im Aushub der Birknerschen Grabung unter anderem einen Klingenkratzer, er befindet sich heute in Privatbesitz. 1984 gelangen Moser noch weitere Lesefunde in der Höhle.
Während des Ersten Koalitionskrieges wurde das Kühloch 1796 von der Königsteiner Bevölkerung als Viehversteck vor den Franzosen genutzt. Davon bekam die Höhle auch ihren Namen. Auch soll sie Räubern als Unterschlupf gedient haben und als Unterstand von Hirten und ihrem Vieh genutzt worden sein. In den letzten Kriegstagen 1945 flüchteten sich einige Königsteiner in die Höhle.
Das Kühloch ist auch als Bodendenkmal ausgewiesen.

## Zugang
Die Höhle ist ganzjährig frei zugänglich. Zu erreichen ist sie nur zu Fuß über einen mit einem roten Ring gekennzeichneten Wanderweg.